# Ray Vella
Ray Vella (11 gennaio 1959) è un ex calciatore maltese, di ruolo centrocampista.

## Carriera

### Nazionale
Ha collezionato sessantasette presenze con la propria Nazionale.
Nel 2025, in occasione di una votazione tenutasi per i 125 anni della Federazione calcistica di Malta, è stato inserito nella migliore formazione di tutti i tempi della nazionale maltese.

## Palmarès

### Individuale
- Calciatore maltese dell'anno: 2

1986-1987, 1990-1991
- Malta's best XI of all time (2025)